# Сара в ожидании Товии
«Сара в ожидании Товии» или «Девушка в кровати» — картина голландского художника Рембрандта Харменса ван Рейна, созданная в 1647 году, на которой, возможно, изображена сцена из апокрифической ветхозаветной Книги Товита, в которой Сара, ожидает своего мужа Товию. Картина выполнена в жанре портрета, на холсте и, по-видимому, связана с картиной Рембрандта «Даная», хранящейся в Эрмитаже.
До 1932 года картина находилась на деревянной подставке из дуба, композиция и форма которой позволяют предположить, что она использовалась в качестве дверцы для какого-либо предмета мебели. Вероятно, это был один из распространённых в XVI веке альковов.

## Описание
На картине в натуральную величину изображена фигура молодой женщины в постели, которая немного выпрямилась и левой рукой отодвигает красную с золотом узорчатую занавеску. Её волосы прикрыты чепцом с серебряной сеткой, с которого свисает усыпанная камнями заколка. В правом ухе — золотая серьга. Она одета в белую рубашку, закрывающую левую грудь и плечо и оставляющую обнажённым правое плечо.
Красная занавеска свисает по диагонали вниз от центра верхнего края и занимает всю высоту правого края картины. Постельное белье белое, с орнаментом по бокам. Фон выполнен в тёплых оттенках коричневого, а над изголовьем кровати виден гобелен. Свет падает сверху слева, так что правое плечо женщины освещено, а большая часть лица и левая сторона тела находятся в тени.

### Подпись

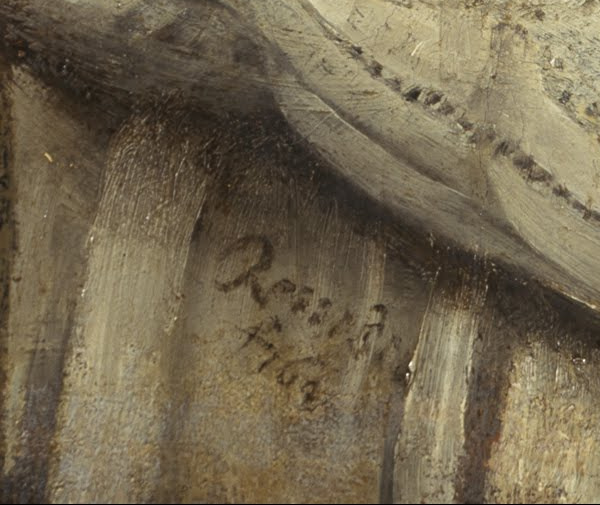
Деталь: Подпись

В левом нижнем углу находится неполная подпись «Rembra», под ней — f 164 с неразборчивой датой. Этот участок картины сильно пострадал от стирания краски и грунтовки. Тем не менее, очевидно, Рембрандт хотел сделать свою подпись частью изображения в качестве тромплёй. Его имя написано тёмно-коричневым цветом на простыне таким образом, что последние буквы видны в складке покрывала. Подпись и дата не могут быть квалифицированы как подлинные или поддельные с помощью научной экспертизы из-за сильных повреждений. Тем не менее, в целом они признаны подлинными.

### Техническая экспертиза
Картина написана масляной краской на холсте. Холст состоит из двух кусков от разных рулонов. По правому краю пришита полоса шириной около восьми-десяти сантиметров, которая внизу шире, чем вверху, примерно на два сантиметра. Шов примерно повторяет правую складку изображённой шторы. Структура ткани указывает на то, что куски холста были натянуты и загрунтованы перед использованием. С обеих сторон имеются ряды отверстий, которые, скорее всего, являются отверстиями от гвоздей, а не от ниток, которыми когда-то натягивали холсты. Заметный размер, по крайней мере, некоторых отверстий может быть связан с ржавыми гвоздями, которыми холст крепился к деревянной основе.
До 1932 года холст был приклеен к деревянной подставке. Рентгеновские снимки картины позволяют сделать выводы о конструкции этой деревянной панели. Панель состояла из нескольких досок разной ширины. Слева направо доски имели ширину 20 ½, 12, 10, 9 и 18 см, между ними были промежутки разной ширины. Возможно, что две или более досок первоначально были плотно прижаты друг другу, со временем растрескались и отошли друг от друга. Верхнее закругление было образовано поперечной доской соответствующей формы и выходило за внешние углы боковых досок. Такая конструкция очень необычна для панельной живописи. Одно из вероятных объяснений состоит в том, что опорой служила дверца какого-то предмета мебели, которая с самого начала имела трещины и разломы. Чтобы создать сплошную ровную поверхность картины, холст пришлось прибивать или приклеивать.

## Художественно-историческая классификация

### Датировка

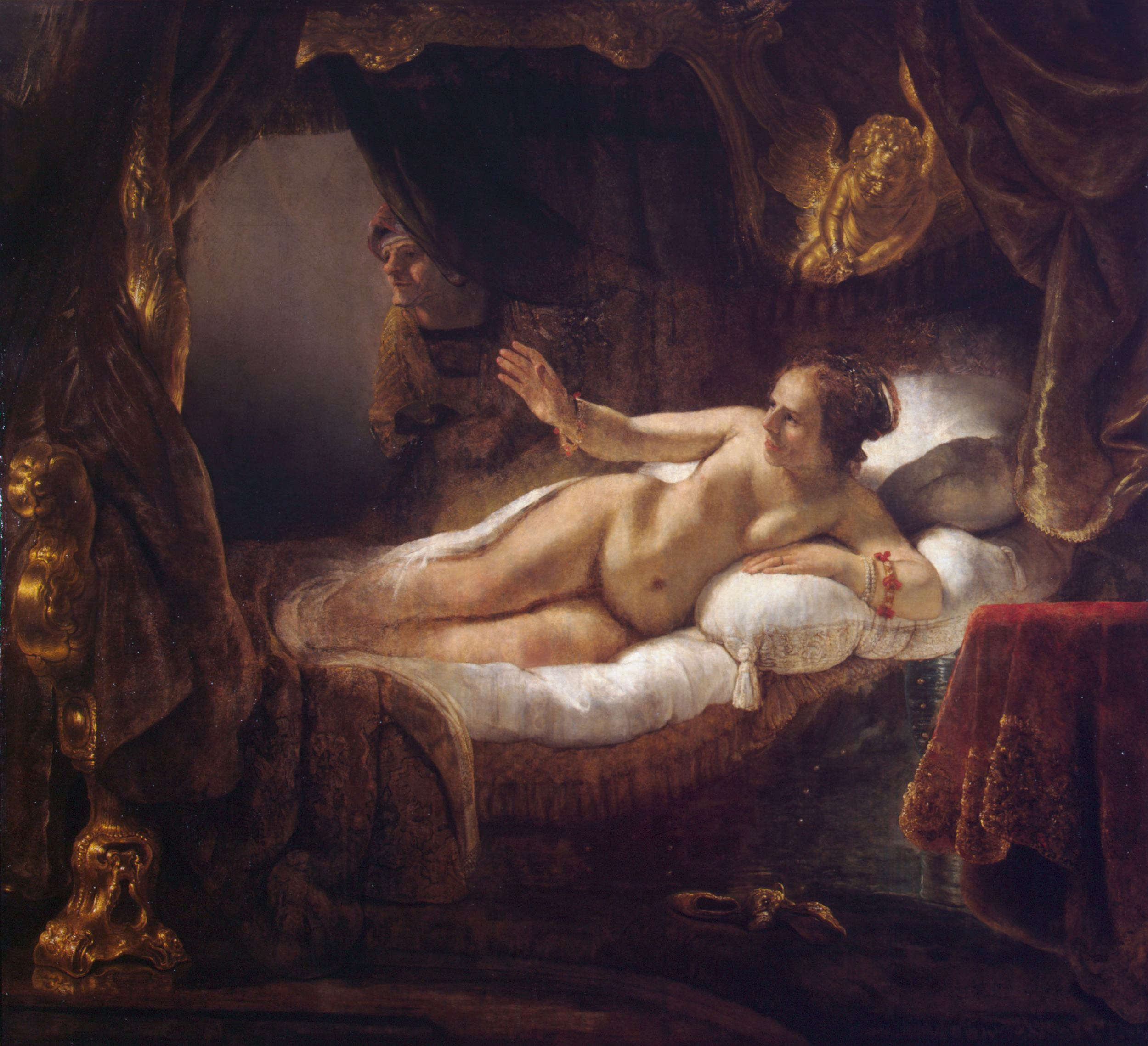
«Даная» Рембрандта, Эрмитаж

Датировка по-прежнему остаётся проблематичной. До реставрации 1929 года десятилетие в подписи читалось как 5, а после чистки картины было исправлено на 4. Датировка 1657 годом привела к отождествлению модели с Хендрикье Стоффелс, которое сегодня уже не поддерживается.
По-видимому, «Сара в ожидании Товии» связана с «Данаей» Рембрандта, хранящейся в Эрмитаже, что нельзя определить с полной уверенностью. Рембрандт закончил эту картину ещё в 1636 году, но закрасил фигуру Данаи в 1643 году или незадолго до этого. Стилистические особенности «Данаи» и «Сары в ожидании Товии» указывают на то, что «Даная» была переработана последней. Поэтому «Сару в ожидании Товии» можно датировать не позднее 1641 или 1643 года.

### Ранние интерпретации
Вплоть до XX века исследователи творчества Рембрандта пытались соотнести портреты и изображённые на них фигуры с его биографией. В течение многих поколений «Сара в ожидании Товии» также отождествлялась с одной из женщин Рембрандта. Корнелис Хофстеде де Гроот утверждал, что она имеет черты лица Хендрикье Стоффелс. Поскольку последняя цифра даты неразборчива, в качестве изображенной женщины рассматривались также Саския ван Эйленбюрх и Гертье Диркс. Позднее стало ясно, что без достоверной даты идентифицировать изображённую женщину невозможно. Возник также вопрос о том, действительно ли это портрет реального человека. Невозможно представить, чтобы Рембрандт изобразил одну из женщин из своего дома обнажённой, чтобы её могли опознать на картине заказчики. Поэтому сейчас картина известна только под названием «Девушка в кровати».

### Книга Товита

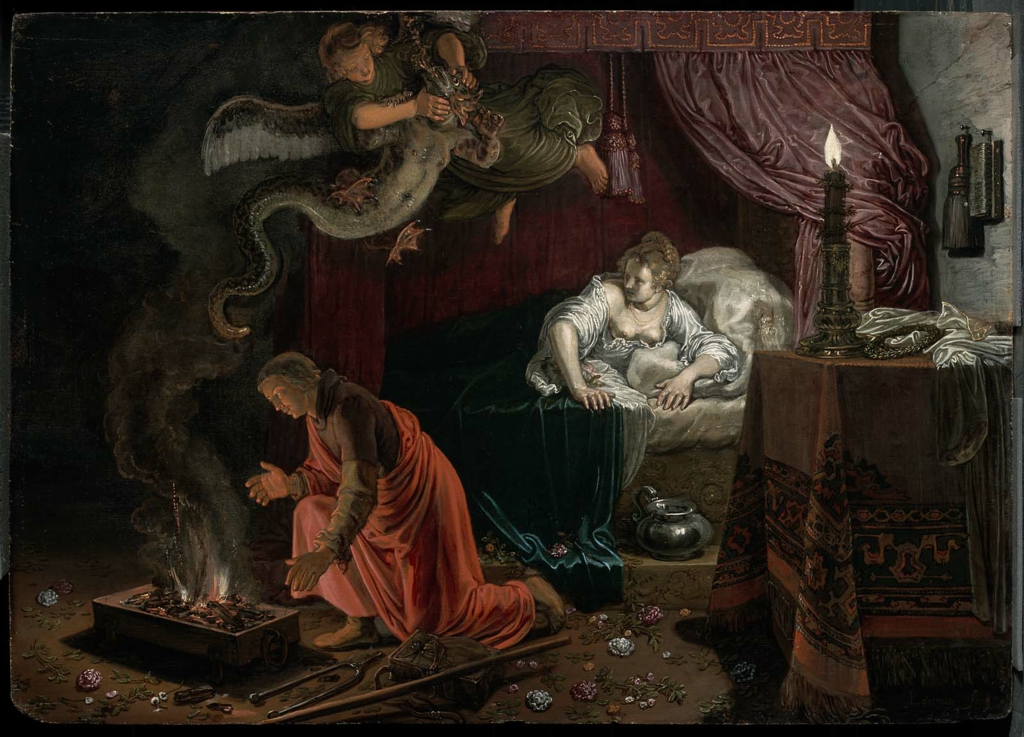
«Свадебная ночь Товия и Сары», Питер Ластман, 1611 г., Музей изобразительных искусств, Бостон

Книга Товита — одно из апокрифических писаний Ветхого Завета. В ней Товит рассказывает историю своей жизни. Один из главных героев — Сара, семь предыдущих мужей которой были убиты демоном Асмодеем в брачную ночь. Отчаявшись, Сарра в молитве просит Бога о милости. Товия, сын слепого Товита, отправляется в путешествие в сопровождении архангела Рафаила, который приводит его к Саре и открывает Товии заклинание благовоний против демона и лекарство для его слепого отца. Перед брачной ночью с Сарой Товия, как и говорил ему Рафаил, совершает воскурение из печени и сердца рыбы. В результате Асмодей отогнан и может быть связан Рафаилом.
Книга Товита была чрезвычайно популярна среди католиков и протестантов Нидерландов в XVII веке благодаря своему морализаторскому содержанию и стала предметом многочисленных картин и гравюр. Рембрандт также неоднократно изображал сцены из этой книги на картинах, офортах и рисунках.
В 1967 году немецкий искусствовед Кристиан Тюмпель предложил интерпретацию картины как сцену из Книги Товита. Его оценка основана на картине Питера Ластмана, одного из учителей Рембрандта, 1611 года, на которой женщина изображена в той же позе, что и на картине Рембрандта, вместе с Товитом, склонившимся над благовониями, и архангелом Рафаилом, сражающимся с демоном. Поза Сары примечательна тем, что картина Ластмана отличается от обычного изображения. Обычно Сара изображалась в молитве. То, что Ластман делает акцент на воскурении Товии и борьбе Рафаила с демоном, — это новое обращение к тексту Библии.
Из изображения неясно, является ли картина Рембрандта той же самой сценой. Однако такое объяснение кажется правдоподобным, тем более что Рембрандт неоднократно изображал отдельные фигуры или небольшие группы фигур, оторванные от сложного исторического контекста. Такая форма изображения, называемая Тюмпелем «отстранённостью», призвана усилить содержание сцены по сравнению с традиционным изображением или подчеркнуть взаимоотношения двух людей. Примерами таких отстранений в творчестве Рембрандта являются «Прокаженный царь Уззия», написанный около 1639 года, и «Моисей со скрижалями Закона» 1659 г. В целом такие отстранения являются формой религиозных картин позднего Средневековья и Возрождения, в которых святые изображаются вне контекста библейского повествования.
Впервые Рембрандт обратился к мотиву брачной ночи Товия и Сары в рисунке 1640-х годов, хранящемся сейчас в нью-йоркском Метрополитен-музее. Здесь он придерживался традиционной иконографии с молящейся Сарой. На картине же Рембрандта изображен момент, когда Тобиас занят приготовлением благовоний для отпугивания демона, а Сара ждет его в своей постели. Соответственно, название картины — «Сара, ожидающая Тобиаса» или «Сара, ожидающая Тобиаса». Поскольку интерпретация Тюмпеля в значительной степени основана на единственной картине Ластмана, она была принята экспертами лишь с некоторыми колебаниями.

### Тромплёи в творчестве Рембрандта и его окружении

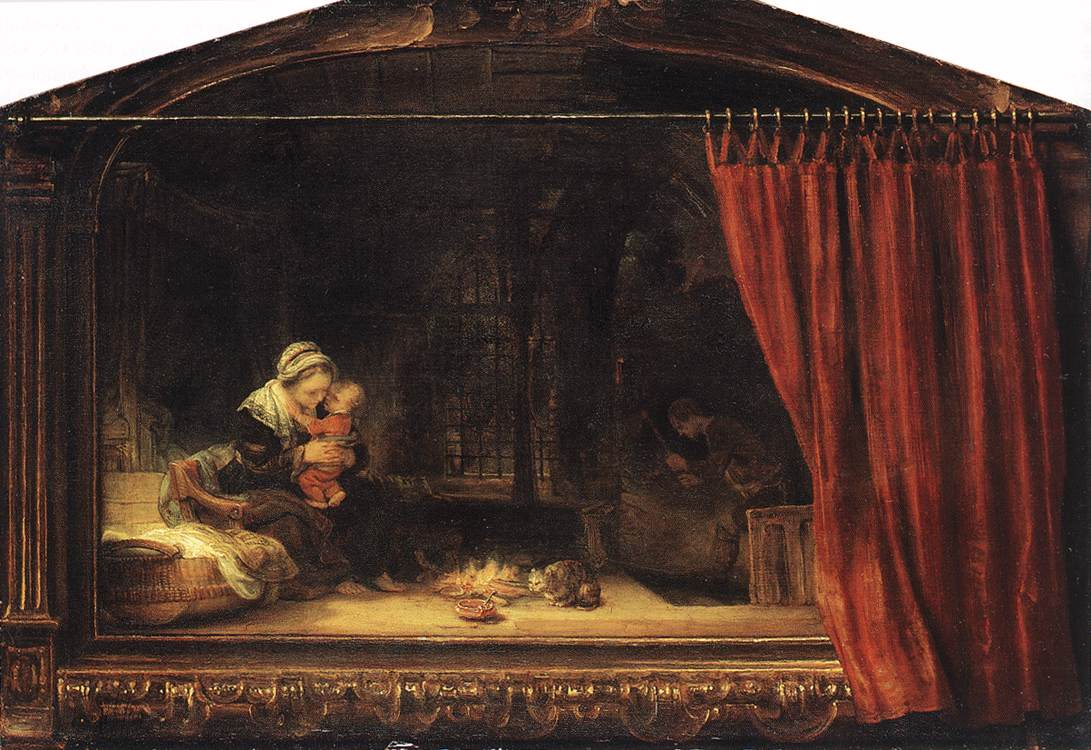
«Святое семейство в раме с занавесом», Рембрандт, 1646 г.

Тромплёи были популярным мотивом в голландской живописи Золотого века. В случае с «Девушкой в кровати» подпись Рембрандта становится частью живописной иллюзии: художник заставляет окончание его имени как бы исчезнуть в складке постельного белья. Подобным образом Рембрандт скрыл конец своей подписи в складке простыни в картине «Благословение святого Иакова» 1656 года.
Рембрандт нередко делал подпись частью картины. Известно около 40 картин, на которых он так поступал, причём часто искажал подпись в перспективе, чтобы приспособить её к фону, например, к изогнутому листу бумаги.
Тромплёи были популярными живописными мотивами, особенно в виде нарисованных окон, из которых кто-то выглядывает или вылезает наружу. В этом отношении мотив «Девушки в кровати» не является новаторским. Явным достижением стало появление через несколько лет «Святого семейства в раме с занавесом» Рембрандта, в котором рама с занавесом впервые стала живописным мотивом. Подобный мотив ранее не встречался ни в творчестве Рембрандта, ни у других нидерландских живописцев.

### Альков

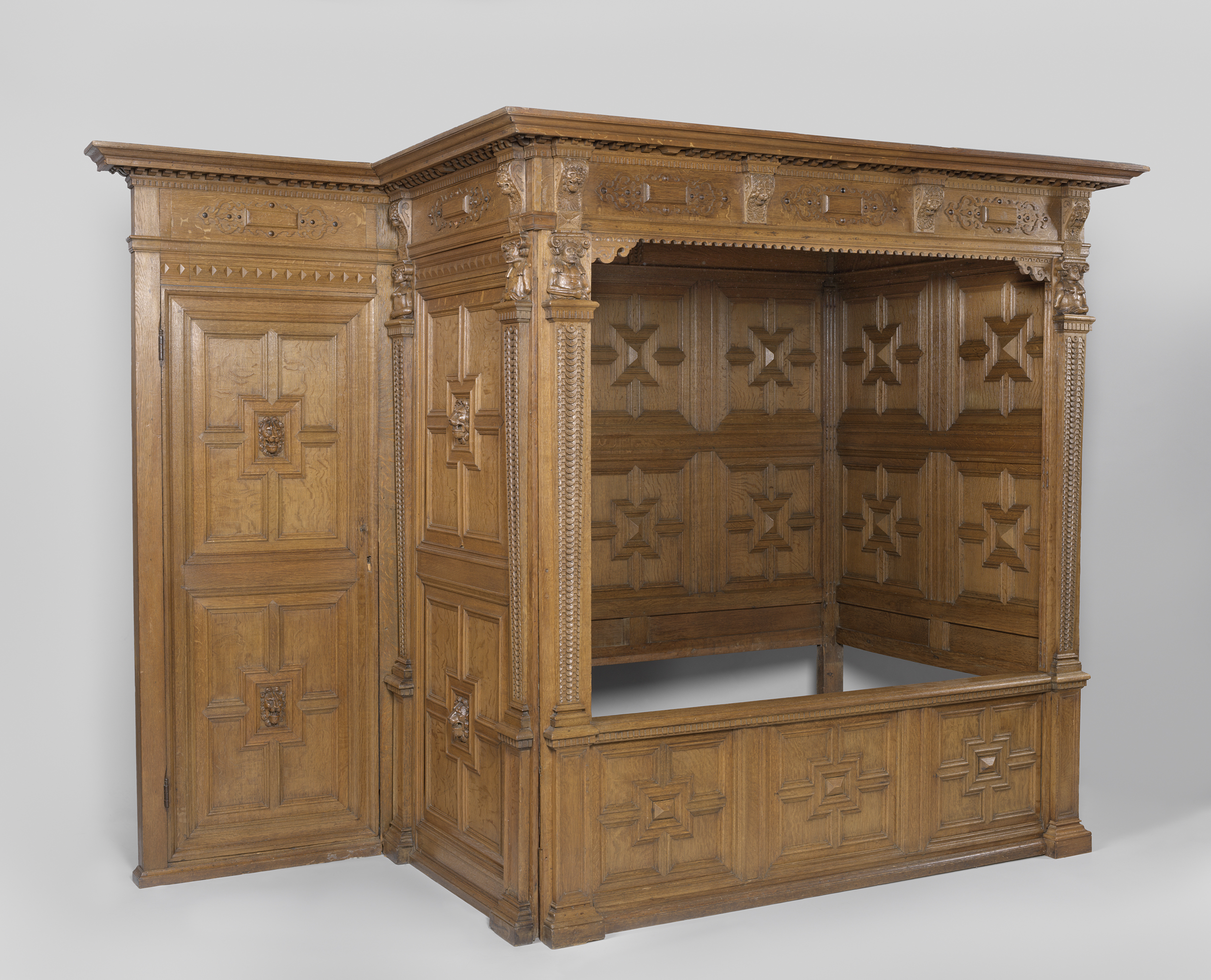
Богато украшенный дубовый альков, первая половина XVII века, Рейксмузеум Амстердам

Вплоть до начала XX века альков был распространённым предметом мебели в Нидерландах. Они отличались большим разнообразием: от простых деревянных шкафов, отверстие которых можно было закрыть только занавеской, до больших конструкций с несколькими дверцами и богатой резьбой. Расписные двери также использовались с XVI века. В апреле 1989 г. в доме на улице Вармоесстраат в Амстердаме, где Йост ван ден Вондел продавал шелковые чулки, была обнаружена деревянная панель с жанровой сценой из жизни шелкопрядильной фабрики конца XVI — начала XVII века. Предполагаемой моделью для этой картины послужил офорт, выполненный в 1585 году по рисунку Яна ван дер Штрата.
Эрнст ван де Ветеринг считает правдоподобной не только интерпретацию Тюмпеля как мотива Товита, но и использование картины в качестве двери алькова. На портрете Франсуа Троншена, написанном в 1757 году, «Молодая женщина в постели» изображена как тонкая картина без рамы, а в каталоге своей коллекции Троншен описывает картину как маруфляж.

## Реставрация
В марте 1929 года, сразу после выставки голландского искусства 1450—1900 гг. в Королевской академии художеств в Лондоне, картина была очищена и заменён лак голландским реставратором А. Мартином де Вильдом в лондонском филиале фирмы «M Knoedler & Co». Де Вильд использовал для картины новый лак, цвет которого соответствовал наиболее светлым участкам картины до чистки, чтобы не слишком радикально изменить визуальное впечатление от картины. В процессе чистки де Вильд пришёл к выводу, что подпись Рембрандта является подлинной. Он также смог определить, что третья цифра даты — 4, а не 5. Вопреки распространённым в литературе утверждениям, деревянная опора при реставрации не удалялась. Стыки и трещины в опоре были заполнены парафином, а слой краски, снятый в области стыков, был прикреплён к опоре плашмя.
В 1932 году картина демонстрировалась в Амстердаме на художественной выставке, посвящённой 300-летию Амстердамского университета. По этому случаю Мартин де Вильд повторно исследовал картину. Парафиновая заливка в трещинах и швах была выдавлена при работе с деревом в условиях колебаний температуры и влажности и снова подняла слой краски. Возникли опасения, что деревянная панель может распасться на отдельные части. Единственной надежной защитой от этого был демонтаж деревянной панели и удвоение холста. Руководство Национальной галереи Шотландии проконсультировалось с голландскими специалистами, такими как Фредерик Шмидт Дегенер и Дэвид Рёлл из Рейксмузеума в Амстердаме и Дирк Ханнема из Музея Бойманса ван Бойнингена в Роттердаме. Было решено провести работы в Гааге сразу после выставки. Мартин де Вильд удалил деревянную подставку и сложил холст в два слоя, пропитав его воском и смолой. После дублирования лак, нанесённый в 1929 году, был снят и заменён на более светлый. Некоторые старые реставрации пришлось повторить.
Пожелтевший лак был заменён в 1966 году. Старые надписи были удалены, а поврежденные участки отремонтированы.

## Похожие работы

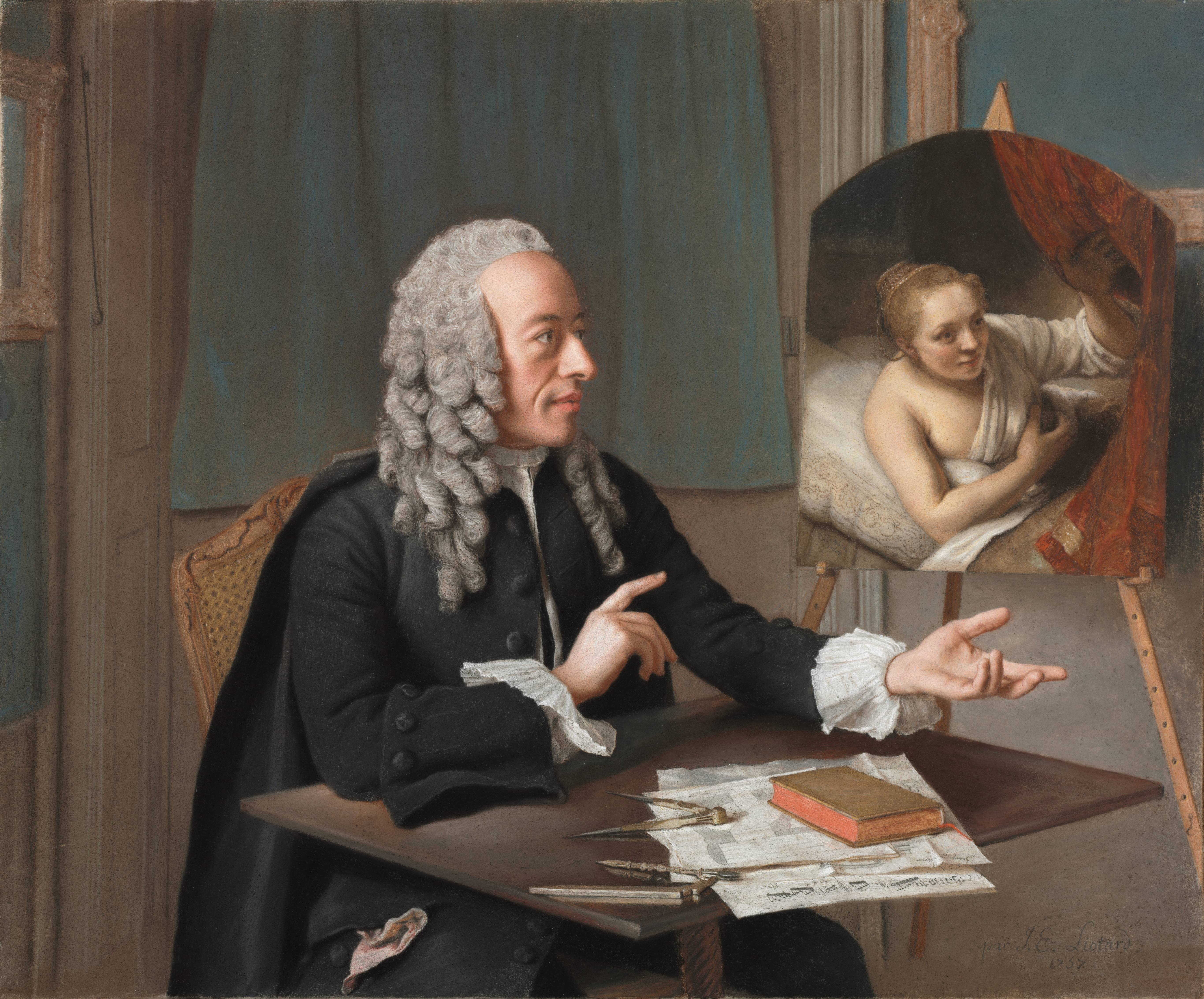
«Портрет Франсуа Троншена с картиной Рембрандта „Девушка в кровати“», Жан-Этьен Лиотар, 1757 г., Кливлендский музей искусств

Наиболее значимым произведением, связанным с «Молодой женщиной в постели», является «Портрет Франсуа Троншена с картиной Рембрандта „Девушка в кровати“», выполненный французским художником Жаном-Этьеном Лиотаром. Женевский юрист, политик и коллекционер произведений искусства Франсуа Троншен изобразил себя с Рембрандтом. Картина, написанная пастелью на пергаменте считается одной из лучших работ Лиотара.
Копия картины Рембрандта была предложена британским аукционным домом Sotheby’s в Лондоне 6 июля 2004 г. с оценкой от 3 000 до 5 000 фунтов стерлингов, но не была продана. На реверсе более поздней рукой было указано: 31/Ferdinand Boll. (Overtort-Bagside 1954 P. Flemming). Этот экземпляр был упомянут и проиллюстрирован Хорстом Герсоном в его переработанном в 1969 г. каталоге Абрахама Бредиуса.
Сохранились два карандашных рисунка Ричарда Купера, которые, по-видимому, послужили эскизами для перевернутой меццо-тинто 1781 года. Иллюстратор Поль Жоннар выполнил гравюру на дереве, которая появилась в 1893 году в качестве иллюстрации к статье о Хендрикье Стоффелс в журнале «Magazine of Art».

## Восприятие
Картина была включена во все каталоги, и её подлинность и авторство никогда не подвергалась сомнению. Корнелис Хофстеде де Гроот включил картину в свой рациональный каталог под номером 305.[3] В каталоге Абрахама Бредиуса 1935 года картина значится под номером 110. Курт Баух в 1966 году присвоил ей номер 266. Хорст Герсон принял номер 110 при пересмотре нового издания каталога Бредиуса и включил картину в свой собственный каталог под номером 227. Кристиан Тюмпель в своём каталоге, изданном в 1986 году, поместил «Девушку в кровати» под номером 23.
Исследовательский проект «Рембрандт» изначально не дошёл до обсуждения этой картины: в пятом издании, вышедшем в 2011 году, она упоминается лишь вскользь вместе с рембрандтовской «Данаей». Лишь в последнем издании, вышедшем в 2015 году, Эрнст ван де Ветеринг также описал «Девушку в кровати» менее чем на двух страницах, и картина получила номер 194.

## Провенанс
Самым ранним документально подтвержденным владельцем картины является Виктор Амадей I Савойско-Кариньанский (1690—1741), принц Кариньанский. Когда его коллекция была выставлена на аукцион в Париже 30 июля 1742 года и 18 июля 1743 года, картина не была включена в каталог аукциона. Английский арт-дилер Уильям Бьюкенен (1777—1864) утверждал, что Виктор Амадей I подарил картину врачу Теодору Троншину в благодарность за успешную прививку сардинской королевской семьи. О точной дате этого подарка он ничего не сообщает. Ничего не известно и о том, при каких обстоятельствах картина попала в руки двоюродного брата Теодора Франсуа Троншена.
Семья Троншинов была одной из самых влиятельных женевских семей XVIII века. Франсуа Троншин (1704—1798) стал сначала банкиром, затем писателем, а в 1738 году был избран в Малый совет городской республики Женевы. В 1740 году Троншин начал собирать свою (первую) коллекцию картин, которую в 1770 году при посредничестве Дени Дидро продал Екатерине II. Троншин поддерживал тесные контакты с Вольтером. В 1755 г. он помог ему получить разрешение на проживание в городе-республике Женеве, а с 1765 года жил в бывшем доме Вольтера Les Délices, где сейчас находится Музей Вольтера. Троншин был меценатом, и именно через него женевский художник Жан-Этьен Лиотар получил заказ на написание нескольких портретов членов семьи Троншин. В 1757 году Франсуа Троншин был изображен Лиотаром вместе с картиной «Девушка в кровати».
Около 1765 года картина попала во владение венецианца Конте Виттури, по словам Бьюкенена, в обмен на картины итальянских мастеров. В печатном каталоге коллекции Троншина 1765 года картина не значится, но в рукописи каталога она указана под № 25.
Около 1776 года картину приобрёл лондонский арт-дилер Томас Мур Слейд (1749—1831), который около 1790 года продал её Чарльзу Мейнарду, 2-му виконту Мейнарду (1751—1824). До 1836 года картина необъяснимым образом перешла к леди Милдмей в Лондоне, а затем по наследству к Генри Сент-Джон-Милдмею, 5-му баронету (1810—1902), который выставил её в Лондоне в 1883 году на Зимней выставке Королевской академии художеств. Позже картина находилась в коллекции лондонского арт-дилера Самсона Вертхаймера (1811—1892). 19 марта 1892 года она была выставлена сыном Самсона Чарльзом Дж. Вертхаймером (1842—1911) на аукционе Christie's в Лондоне. Там она была продана за 5000 гиней мистеру Хейнсу, а через несколько дней — за 5775 фунтов стерлингов шотландскому пивовару, политику и меценату Уильяму Макьюэну (1827—1913), который в том же году передал её в дар Национальной галерее Шотландии.